# Uovo di quaglia

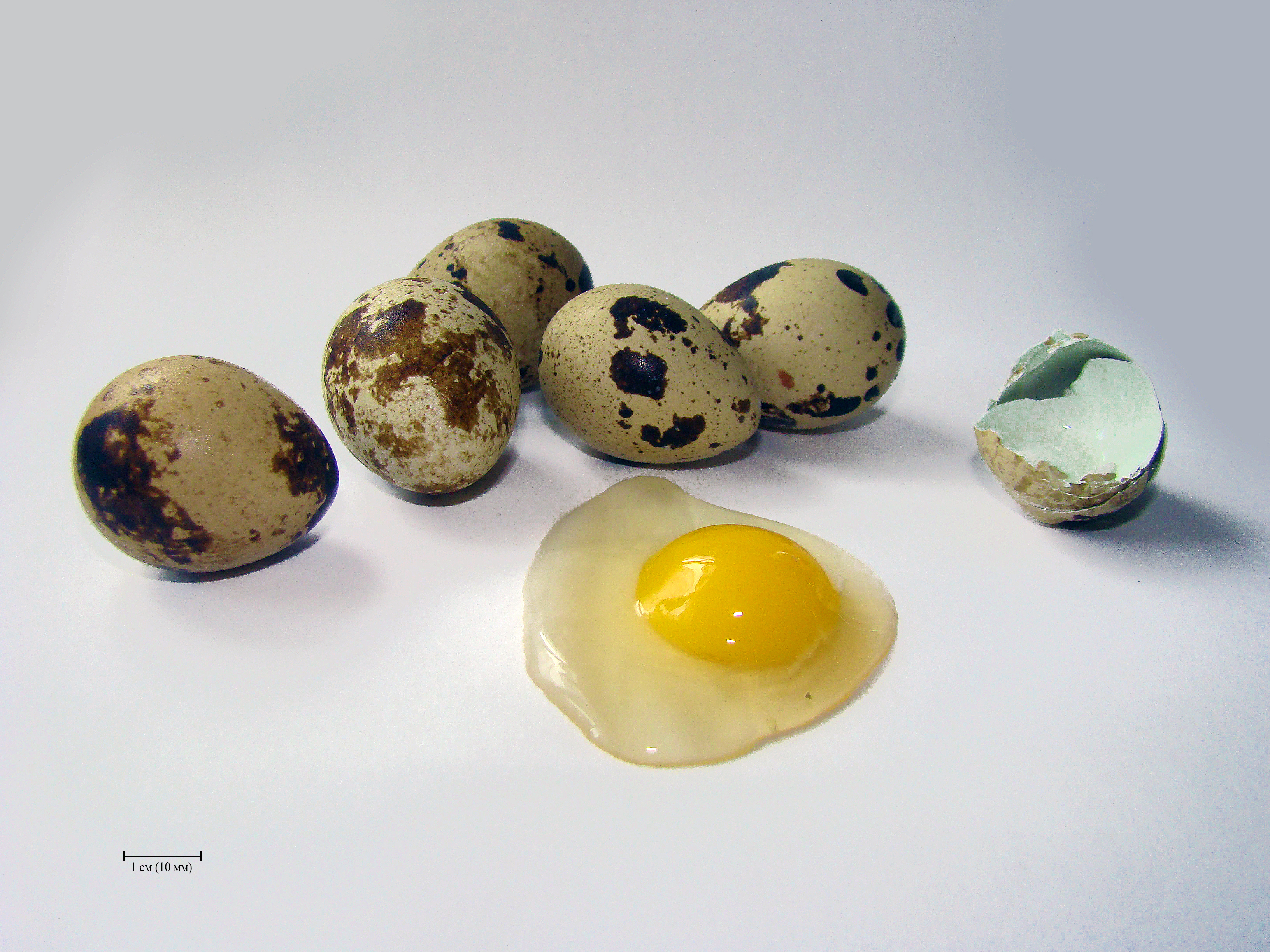
Uova di quaglia

L'uovo di quaglia è quello deposto dalla quaglia comune.

## Caratteristiche
A differenza delle uova di gallina, quelle di quaglia sono più piccole, hanno il guscio maculato e presentano il 30% di tuorlo in più, un quantitativo molto più elevato di fosforo, ferro e vitamina B1 e B2. Le uova di quaglia possono essere consumate cotte o crude e costituiscono un ingrediente in varie cucine del mondo. Sono inoltre considerate una ideale integrazione in caso di allergia.

## Galleria d'immagini

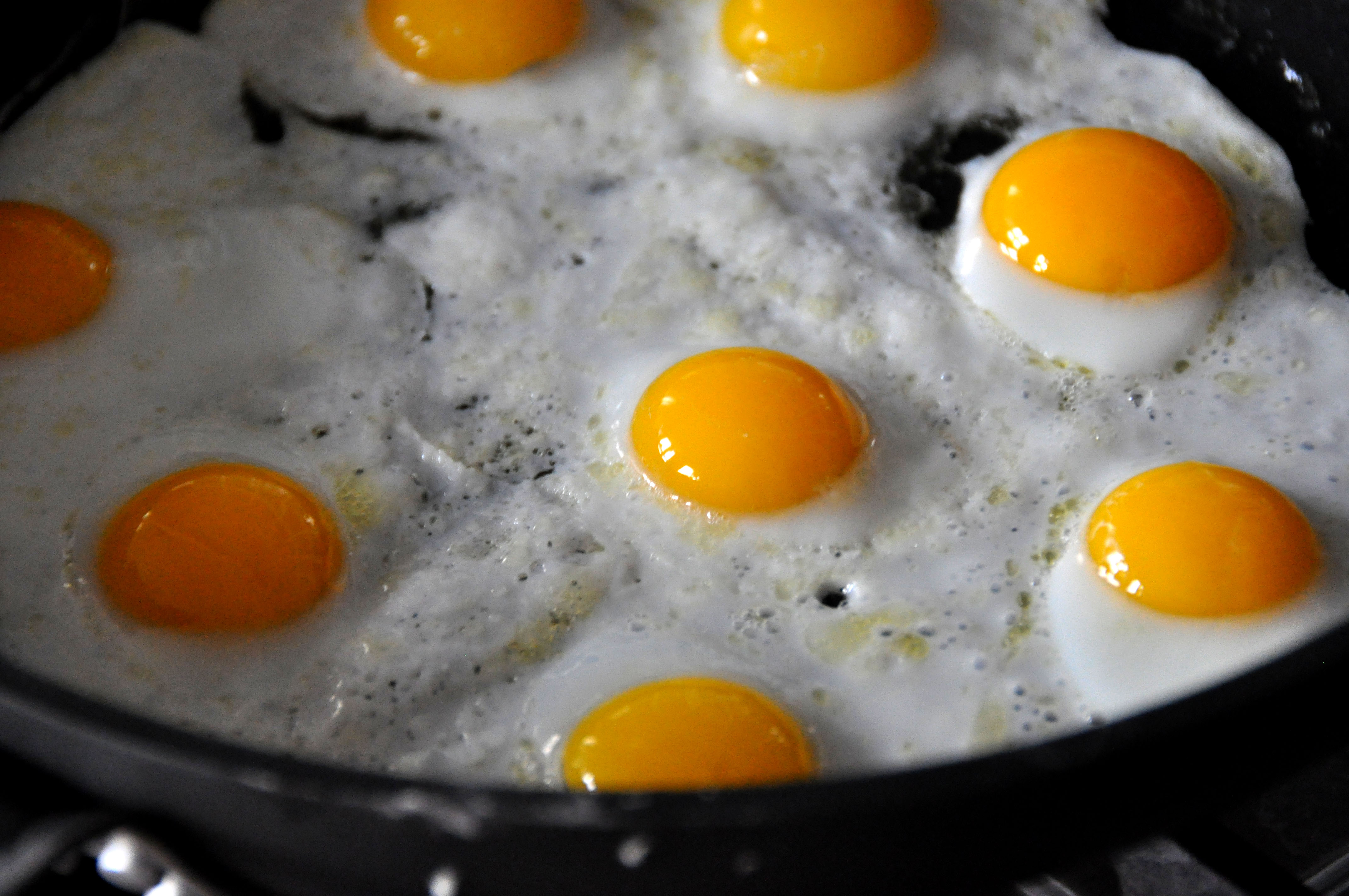
Uova di quaglia fritte in padella
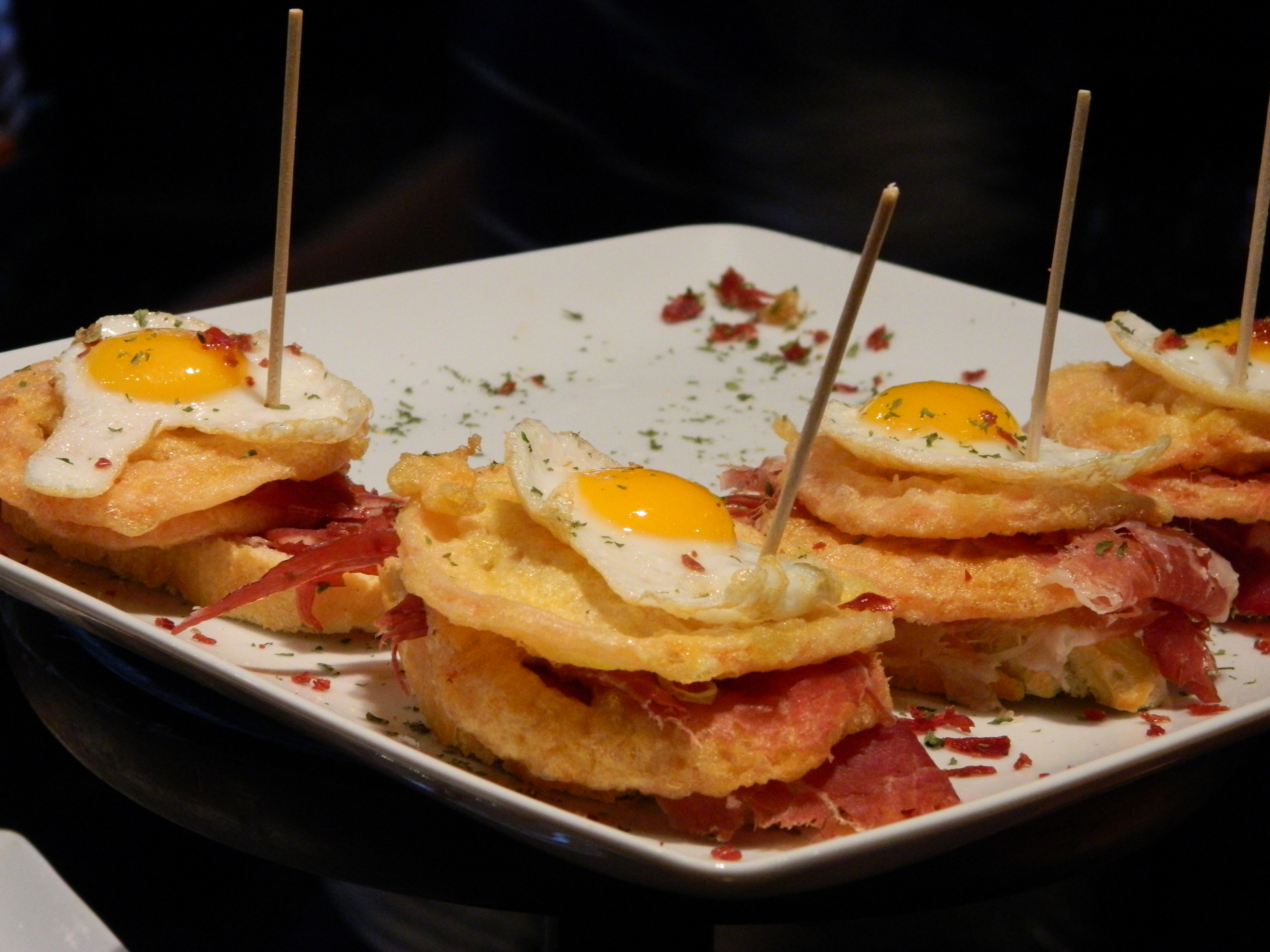
Pincho con uova di quaglia
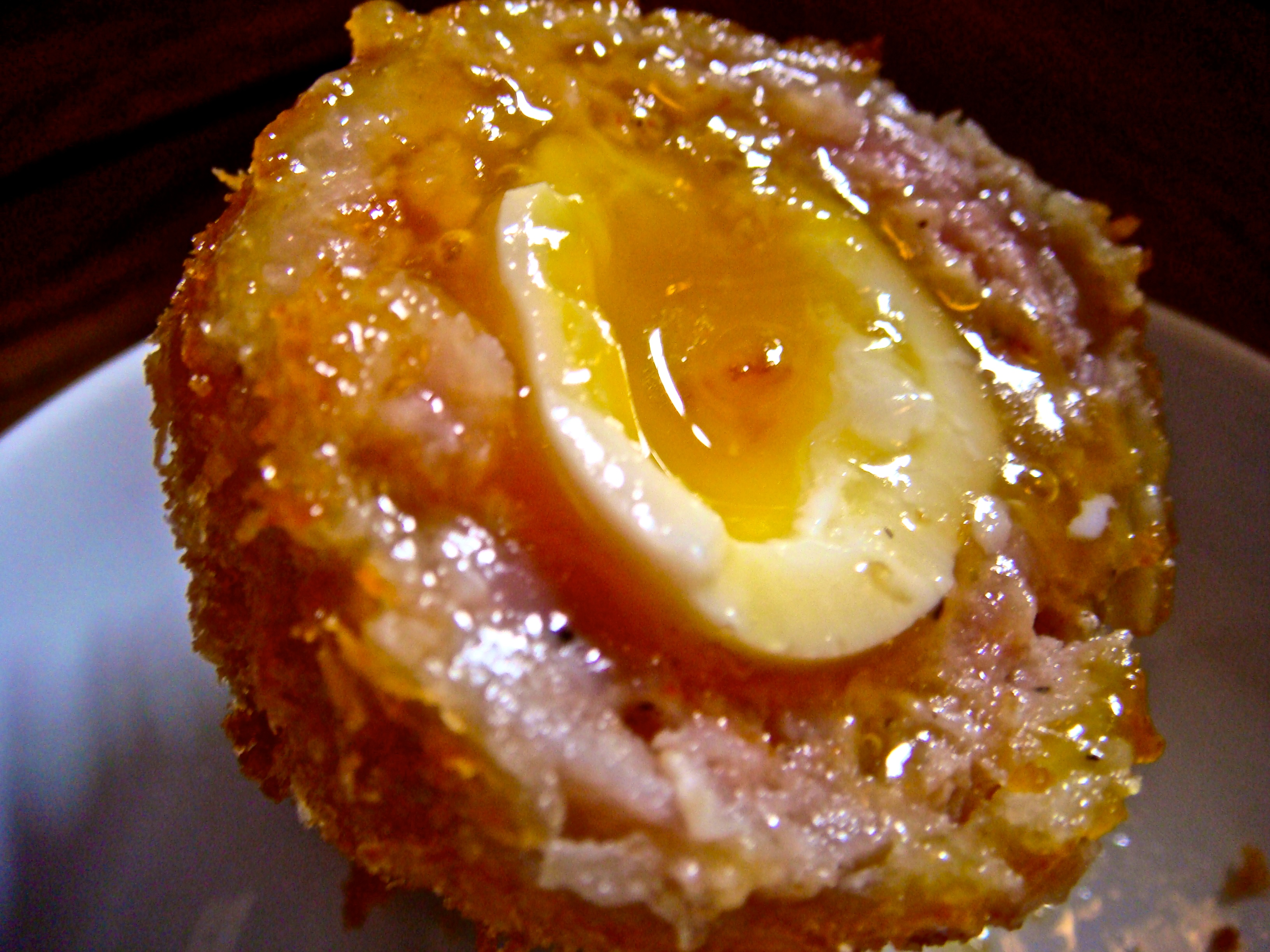
Scotch egg aperto con uovo di quaglia
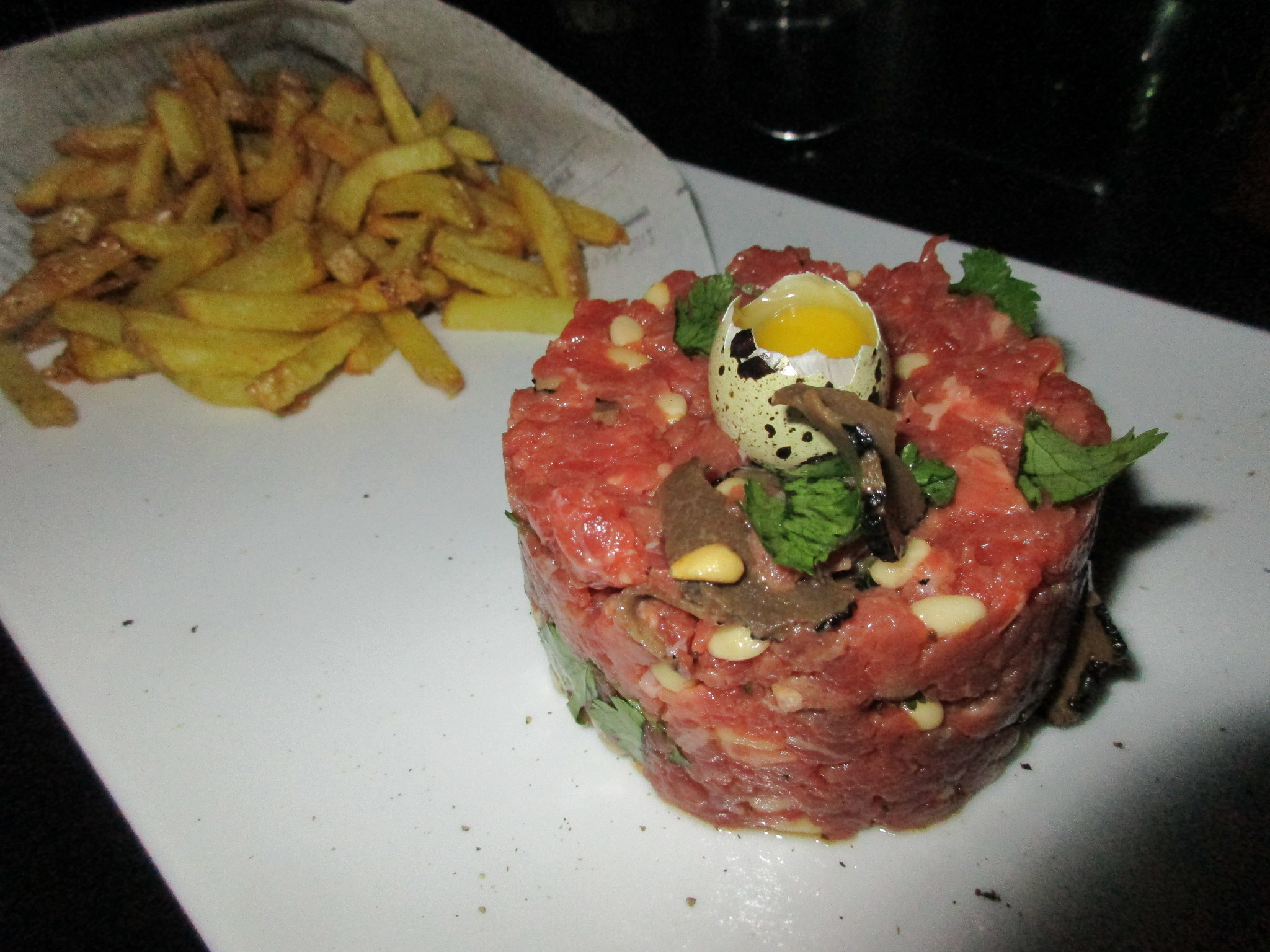
Tartare con uovo di quaglia e patatine fritte
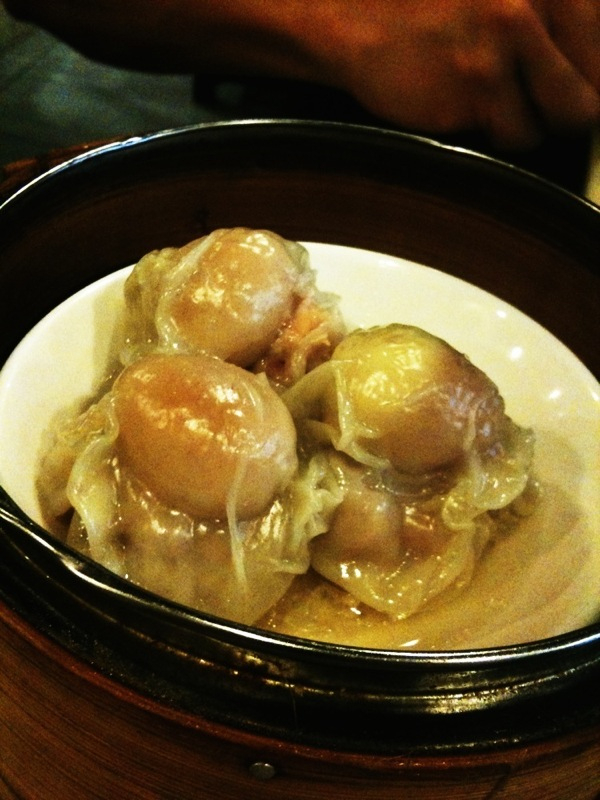
Shumai con uova di quaglia
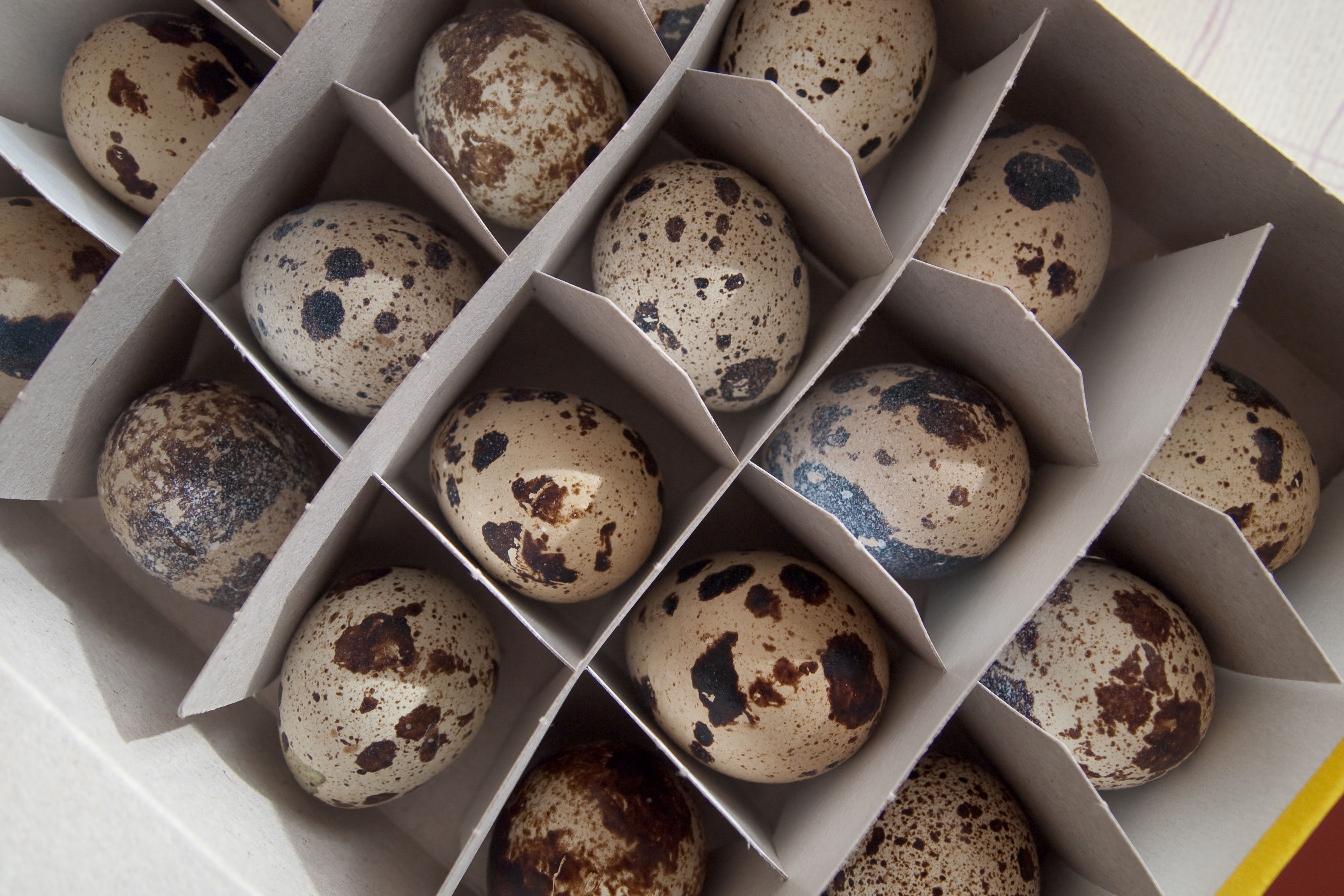
Scatola delle uova